# 加東希望
加東 希望（かとう のぞみ、1992年1月18日 - ）は、日本のモデル、女優。京都府宇治市出身。スカイコーポレーションに所属していた。

## 来歴
小学校在学中の2003年から高校卒業までの7年間、大阪市にあるキャレス (CALESS) ボーカル＆ダンススクールでレッスンに励む。高校を卒業するまでは宇治市在住で、仕事があるたびに東京へ向かうという生活を送っていた。中学卒業まで後藤 希望（ごとう のぞみ）名義で活動した後、2007年3月に芸名を加東 希望に改めた。
桐朋学園芸術短期大学入学後の2010年から芸能活動を休止していたが、2015年に活動を再開した。復帰後には、再び後藤 希望名義で活動している。

## モデル活動

### 雑誌
- ラブベリー（2005年 - 2007年、徳間書店） - レギュラーモデル（ラブベリーナ）
- non-no（集英社）
- SAVVY（京阪神エルマガジン社）
- 週刊ヤングジャンプ No.45（2007年、集英社）[5]

### ムック
- スクールガール6×7（2006年12月4日、発行：アップフロントブックス、発売：ワニブックス、ISBN 4-8470-2967-4）
- スマイルカメラ（2006年12月4日、発行：アップフロントブックス、発売：ワニブックス、ISBN 4-8470-2968-2）

## 出演

### 映画
- 恋路物語 -each little thing-（2007年） - 清水有里 役

### 舞台
- 劇団サイオン旗揚げ公演「パイレーツ・オブ・カブリアン」（2007年[6]、築地本願寺ブディストホール） - 隅田うらら 役[1]
- フラガール（2008年、赤坂ACTシアター）[1]